# 메켈린 원로원
메켈린 원로원(핀란드어: Mechelinin senaatti 메켈리닌 세나티[*])은 핀란드 대공국의 12번째 원로원내각이다. 1905년 12월 1일 레오 메켈린이 수반이 되어 조각했다. 각료 구성은 아래 표와 같다.
1905년 총파업(1905년 혁명의 연장)으로 인해 제1차 러시아화 압제기가 끝나고 러시아 황제의 허가를 받아 조각된 첫 번째 내각이었다. 총리격인 경제부원장을 맡게 된 메켈린은 각료 구성 목록을 미리 준비해 두었는데, 그 중 페르 에빈드 스빈후부드는 전 감찰총장 엘리엘 소이살론소니센을 살해한 독립운동가 레나르트 호헨탈리아를 변호했다는 이유로 입각하지 못했다.
메켈린 원로원은 헌법을 선진적인 내용으로 개정하면서 유럽 최초로 평등보통선거권을 보장한 핀란드의 1906년 의회개혁을 지도했다. 또한 개헌으로 표현의 자유와 집회, 결사의 자유가 제도적으로 보장되었다.
그러나 러시아 제국의 정치가 안정되면서 러시아는 이듬해부터 다시 핀란드 지배를 강경책으로 선회했다. 1908년 6월 4일 수반인 메켈린도 사퇴하고, 8월 4일 메켈린 원로원은 문책결의로써 실각했다.
| 직책                                                       | 성명                         | 재임기간                         | 정당 | 정당          |
| ---------------------------------------------------------- | ---------------------------- | -------------------------------- | ---- | ------------- |
| 원로원 경제부원장 Senaatin talousosaston varapuheenjohtaja | 레오 메켈린                  | 1905년 12월 1일-1908년 6월 4일   |      | 스웨덴당      |
| 법무국장 Oikeustoimituskunnan päällikkö                    | 아우구스트 뉘베르그          | 1905년 12월 1일–1908년 8월 1일   |      | 스웨덴당      |
| 민사국장 Siviilitoimituskunnan päällikkö                   | 후고 릴리우스                | 1905년 12월 1일–1908년 8월 1일   |      | 청년 핀란드당 |
| 민사차장 Siviilitoimituskunnan apulaispäällikkö            | 카를로 카스트렌              | 1905년 12월 1일–1908년 8월 1일   |      | 청년 핀란드당 |
| 국내국장 Kamaritoimituskunnan päällikkö                    | 카를 페르디난드 이그나티우스 | 1905년 12월 1일-1908년 6월 4일   |      | 청년 핀란드당 |
| 재무국장 Valtiovaraintoimituskunnan päällikkö              | 카스텐 안텔                  | 1905년 12월 1일-1906년 10월 15일 |      | 스웨덴당      |
| 재무국장 Valtiovaraintoimituskunnan päällikkö              | 테오도르 베겔리우스          | 1906년 11월 1일-1908년 8월 1일   |      | 스웨덴당      |
| 종무교육국장 Kirkollis- ja opetustoimituskunnan päällikkö  | 오토 도네르                  | 1905년 12월 1일-1908년 6월 4일   |      | 청년 핀란드당 |
| 농경국장 Maanviljelystoimituskunnan päällikkö              | 온니 슈일트                  | 1905년 12월 1일-1908년 8월 1일   |      | 청년 핀란드당 |
| 운수국장 Kulkulaitostoimituskunnan päällikkö               | 레나르트 그리펜베리          | 1905년 12월 1일-1907년 6월 20일  |      | 스웨덴당      |
| 상공국장 Kauppa- ja teollisuustoimituskunnan päällikkö     | 카를로 유호 스톨베리         | 1905년 12월 1일-1907년 12월 6일  |      | 청년 핀란드당 |
| 상공국장 Kauppa- ja teollisuustoimituskunnan päällikkö     | 에드바르드 혤트              | 1907년 12월 6일-1908년 8월 1일   |      | 청년 핀란드당 |
| 무임소원로 Salkuton senaattori                             | 프레드릭 스톄른발            | 1905년 12월 1일-1908년 6월 4일   |      | 스웨덴당      |
| 무임소원로 Salkuton senaattori                             | 유호 퀴외스티 카리           | 1905년 12월 1일-1907년 2월 20일  |      | 사회민주당    |